# Stenico
Stenico là một đô thị ở tỉnh Trento ở vùng Trentino-Alto Adige/Südtirol của Ý, tọa lạc cách 20 km về phía tây của Trento. Tại thời điểm ngày 31 tháng 12 năm 2004, đô thị này có dân số 1.119 người và diện tích là 49,8 km².
Stenico giáp các đô thị: Pinzolo, Ragoli, Giustino, San Lorenzo in Banale, Bocenago, Dorsino, Montagne, Lomaso và Bleggio Inferiore.